# Stenolophus discors
Stenolophus discors är en skalbaggsart som beskrevs av Kirby. Stenolophus discors ingår i släktet Stenolophus och familjen jordlöpare. Inga underarter finns listade i Catalogue of Life.